# Edward Fisher
Edward Fisher (16 de abril de 1994) es un deportista británico que compitió en remo. Ganó una medalla de plata en el Campeonato Mundial de Remo de 2017, en la prueba de cuatro scull ligero.

## Palmarés internacional
| Campeonato Mundial | Campeonato Mundial        | Campeonato Mundial | Campeonato Mundial  |
| Año                | Lugar                     | Medalla            | Prueba              |
| ------------------ | ------------------------- | ------------------ | ------------------- |
| 2017               | Sarasota (Estados Unidos) | Medalla de plata   | Cuatro scull ligero |